# Chelidonura mariagordae
Chelidonura mariagordae is een slakkensoort uit de familie van de Aglajidae. De wetenschappelijke naam van de soort is voor het eerst geldig gepubliceerd in 2004 door Ortea, Espinosa & Moro.